# Гаффариан, Афшин
Афшин Гаффариан (перс. اللهین غلاریان‎; род. 1986, Мешхед, Иран) — хореограф, режиссёр, танцор и актер, выступающий в основном с группой «Reformances». На основе его биографии в 2014 году снят фильм «Танцующий в пустыне», где его сыграл Рис Ричи.

## Биография
Гаффариан начал свою художественную карьеру в 1999 году в художественном центре «Саба». У него есть диплом средней школы в области кино и бакалавра искусств в области театра в Центральном Тегеранском филиале Исламского университета Азад.
В конце 2009 года он привлек внимание средств массовой информации после своего выступления в «Strange But True» в рамках фестиваля иранской культуры в Мюльхайме-на-Руре, Германия. Когда спектакль закончился, он появился с зеленым браслетом, знаком Движения зеленых Ирана, скандируя «Где мой голос?». Он не вернулся в Иран и уехал во Францию в качестве беженца, где основал танцевальную труппу «Reformances». Во Франции он познакомился и сотрудничал с Шахрохом Мошкиным Галамом. В 2010—2011 годах он посещал Национальный танцевальный центр. В 2014 году Афшин отказался от своего статуса беженца и решил вернуться в Иран, но все ещё живет в Париже. В настоящее время он изучает политологию в Сорбонне.